# ブラームスはお好き
『ブラームスはお好き』（ブラームスはおすき、Aimez-vous Brahms? ）は、1959年に発表されたフランスの作家フランソワーズ・サガン作の小説。

## 概要
サガンがデビュー作『悲しみよこんにちは』（Bonjour Tristesse ）から5年後の23歳の時に書いた作品。ストーリーはパリを舞台に3人の男女が織りなす恋物語。題名の「ブラームス」は作曲家のヨハネス・ブラームスのことで、「ブラームスはお好き」は、シモンがプレイエル・ホールでのコンサートにポールを誘う手紙の中で「ブラームスはお好きですか?」とさりげなく問う一文から。

## あらすじ
若くして1度離婚した後、現在は装飾デザイナーの職につき経済的に自立した39歳の独身女性ポールが主人公。
互いに束縛せず、同棲もせず、お金の貸し借りもなし、という約束のもと、同じ独身の中年男性ロジェと交際を続けてきたポールはある日、若く心優しい25歳の青年シモンに出逢う。ポールもロジェと同じく何をしても良いという約束だが、ロジェの気まぐれさに寂しさを感じ、でも約束のため言えず孤独だったポールは、ロジェを愛しながらもいつしかロジェとは正反対の繊細なタイプで、自分に積極的にアプローチしてくるシモンに少しずつ惹かれていく。時には寂しさに涙しながらも長い関係を築いてきたロジェか…、裏表のないストレートな気持ちで自分を求めて来る年下のシモンか…、ポールの心は揺れ動く。それまでは仕事中心で他の若い女達と浮気をし、ポールをあまり省みなかったロジェは、シモンの存在を知り焦る。だが、約束で深入りせず、今の若い浮気相手のメージーとも関係を続ける。やがて、ポールとシモンは同棲を始めるが…。

## 訳書
- 『ブラームスはお好き』- 朝吹訳は長年重版した。訳者はサガンの友人で交友回想記もある。
  - 朝吹登水子訳、「世界文学全集」新潮社、1960年。新潮文庫、改版1991年。
  - 河野万里子訳、新潮文庫、2024年。新訳版

## 映画化
1961年に『さよならをもう一度』（Goodbye Again）というタイトルで映画化されている。主題曲としてブラームスの交響曲第3番の第3楽章が編曲されて使用された。